# Folkeafstemningen i Tyskland 1926
Folkeafstemningen i Tyskland 1926 var en afstemning der afholdtes om ekspropriation af de tidligere fyrstehuse uden kompensation den 20. juni 1926. Selv om den store majoritet af stemmerne gik ind for forslaget, var valgdeltagelsen på 39% for lav til at resultat kunne gøres til lov.
Fyrste-ekspropriation (tysk: Fürstenenteignung) var et begreb som opstod i Weimarrepubliken i kølvandet på novemberrevolutionen i 1918. Begrebet indgik i samtidens politiske debatter om en mulig ekspropriation af ejendele fra de tidligere fyrstehusene og hvordan disse skulle fordeles og forvaltes. Disse spørgsmål begyndte i revolutionsmånederne, og vedblev i de følgende år i form af kontraktforhandlinger og retssager mellem fyrstehusene og de forskellige delstater i det tyske rige. Højdepunktet i striden fandt sted i første halvdel af 1926 da et folkekrav (Volksbegehren) gav positivt udfald, mens den efterfølgende folkeafstemning ikke førte til en ekspropriation uden kompensation.
Af 39.4 millioner stemmeberettigede vælgere stemte 12.5 miilioner ifølge de officielle lister.